# Albert de Rocca
Pour les articles homonymes, voir Rocca.
Albert Jean Michel Rocca, dit en famille John, né le 27 janvier 1788 à Genève, mort poitrinaire le 31 janvier 1818  à Hyères, est colonel aux Hussards durant les guerres napoléoniennes et le second époux de Germaine de Staël.

## Biographie
Fils cadet de Jean-François Rocca, avocat et conseiller de la République de Genève, et de Jeanne-Judith Bardin, il voit le jour dans une famille noble de la République de Genève d'origine piémontaise. Citoyen français après l'annexion de Genève, le 15 avril 1798, il étudie à l'École polytechnique, à Paris, avant d'entrer dans l'armée française. Il sert comme officier dans le 2e régiment de hussards en Prusse puis pendant la guerre d'Espagne. Grièvement blessé le 1er mai 1810 lors d'une embuscade près de Ronda, il perd l'usage d'une de ses jambes et doit renoncer à la carrière militaire. Sa valeureuse conduite lui vaut d'être chevalier de la Légion d'honneur à l'âge de 22 ans.
De retour à Genève, il rencontre, au printemps 1811, Germaine de Staël, qui, exilée de Paris par Napoléon, réside dans son château de Coppet. Après avoir échangé avec lui une promesse de mariage en mai 1811,, Madame de Staël met secrètement au monde, le 7 avril 1812, un fils baptisé pseudonommément Louis-Alphonse Gilès. Chétif, le garçon, au décès de son père, sera élevé par sa demi-sœur Albertine de Broglie, et aura pour précepteur Ximénès Doudan. Il se mariera en 1834 avec la fille du préfet de Paris, Rambuteau, Marie-Louise de Rambuteau, avant de mourir à l'âge de 26 ans, en 1838, sans postérité .
Le 23 mai 1812, pour rejoindre Londres, où elle fera paraître De l'Allemagne, Madame de Staël se lance avec John dans un tour européen qui la mène de Vienne, à Moscou, Saint-Pétersbourg puis Stockholm. C'est de Londres qu'ils assistent à la chute de Napoléon.
Ils se marient secrètement au château de Coppet, le 10 octobre 1816,. Puis s'installant à Paris pour passer l'hiver durant la Seconde Restauration, Germaine de Staël y est victime, le 5 janvier 1817, d'une attaque qui la laisse paralysée et y décède le 14 juillet 1817, suivie peu après par son époux, qui meurt de la tuberculose à Hyères, dans le Var, le 31 janvier 1818.
Poussé par Germaine de Staël à écrire, il a laissé deux descriptions d'événements militaires auxquels il a participé : Mémoires sur la guerre des Français en Espagne et La campagne de Walcheren et d'Anvers (qui décrit l'échec d'un débarquement britannique en Belgique). Récemment, un manuscrit inédit dans son entièreté intitulé Le Mal du pays. Histoire d'un jeune officier suisse a fait l'objet d'une publication, permettant de mieux comprendre ce profil perdu qui pourtant a apporté un éclairage intéressant sur son époque et qui fut aimé par la femme la plus européenne de son temps. Son portrait, en hussard de Chamborant, avec son cheval Sultan, une peinture à l'huile de Pierre-Louis Bouvier (de), est conservé par le Musée d'Art et d'Histoire de Genève, en Suisse.

## Éditions
- Mémoires sur la guerre des Français en Espagne, Paris, Gide fils, H. Nicolle, 1814, 384 p. (lire en ligne)
- Campagne de Walcheren et d'Anvers, en 1809, Paris, Gide fils, 1815, 34 p.
- Mémoires sur la guerre des Français en Espagne (avec « La campagne de Walcheren et d'Anvers en 1809 », et un « Appendice contenant la traduction du récit officiel de la bataille de Medellín »), Paris, Gide fils, 1817, 368 p.
- Comtesse Jean de Pange, Un manuscrit inédit de Jean Rocca, second mari de Mme de Staël. Étude avec citation de fragments du roman inédit Le Mal du pays, Paris, H. Champion, 1930, 13 p.